# خشم (فیلم ۱۹۹۰)
خشم (به هندی: Kroadh) یک فیلم سینمایی اکشن هندی محصول سال ۱۹۹۰ و به کارگردانی شاشیلال کی. نایر است. در این فیلم بازیگرانی همچون سانجی دات، سانی دئول، آمریتا سینگ، سونام، انوپم کهیر، پارش راوال، آمیتاب باچان ایفای نقش کرده‌اند.